# Southend Borough Combination
De Southend Borough Combination is een Engelse voetbalcompetitie in en rond Southend-on-Sea. Er zijn in totaal 8 divisies en de hoogste divisie (Premier Division) bevindt zich op het 13de niveau in de Engelse voetbalpiramide. De kampioen van de Premier Division kan promoveren naar de Essex Olympian Football League.
De competitie werd in 1920 opgericht door G. Somerville als een alternatief voor de Southend & District League. Er zijn nog maar 5 voorzitters van de league geweest sinds de oprichting en de huidige voorzitter is Gary White. Hij verving Len Forge die in 2004 naar Frankrijk emigreerde en meer dan 50 jaar voorzitter was.